# Innocenzo Donina
Innocenzo Donina (16 de julio de 1950-19 de marzo de 2020) fue un futbolista profesional italiano.

## Carrera
Después de crecer en las filas de Atalanta, con el que ganó la edición de 1969 del Torneo de Viareggio, en la temporada 1969-1970 fue prestado al Cremonese. Regresó a Bérgamo al año siguiente, donde con 10 apariciones participó en el ascenso a la Serie A, pero no pudo imponerse debido a una lesión grave.
Regresó a Cremona, donde se mudó a Reggio Audace Football Club, con quien compitió en cuatro campeonatos de la Serie B de 1972 a 1976, hasta el descenso a la Serie C.

## Muerte
Donina murió de COVID-19 en Bérgamo el 19 de marzo de 2020. Murió a los 69 años. 